# Pherotrichis schaffneri
Pherotrichis schaffneri är en oleanderväxtart som beskrevs av Asa Gray. Pherotrichis schaffneri ingår i släktet Pherotrichis och familjen oleanderväxter. Inga underarter finns listade i Catalogue of Life.